# 桐柏宫
桐柏宫，是一座道教宫观，新址位于天台县桐柏水库上库区北岸和合街1号。是中国道教全真派南宗祖庭。

## 历史
桐柏宫，原名桐柏观、桐柏崇道观，是中国道教南宗祖庭，位于浙江省台州市天台县桐柏山上。其历史可以追溯到三国东吴赤乌元年（公元238年或239年），由孙权遣葛玄所建‌。
在唐代，桐柏观得到了进一步的发展。唐景云二年（公元711年），睿宗下诏在法轮院墟址上为司马承祯建桐柏观，司马承祯在此隐居天台山达四十年，创立了道教上清天台派，或称南岳天台派。
北宋时期，天台人张伯端在桐柏宫隐居清修，创立了道教南宗，并写下《悟真篇》，专言内丹，奠定了天台山道教南宗祖庭的地位‌。此时期，桐柏宫达到了鼎盛，曾有36宫72院围绕在桐柏山头，接客可容千众‌。
元末毁于大火，后清雍正帝敕造桐柏宫，赐名桐柏崇道观。1958年，为建桐柏水库，桐柏宫沉入水底，道士们只能暂居鸣鹤观‌。
2008年，新桐柏宫完成奠基并开始兴建，于2013年完成，并开设了浙江道教南宗学院，继续传承和发扬道教文化‌。